# 拳头岭

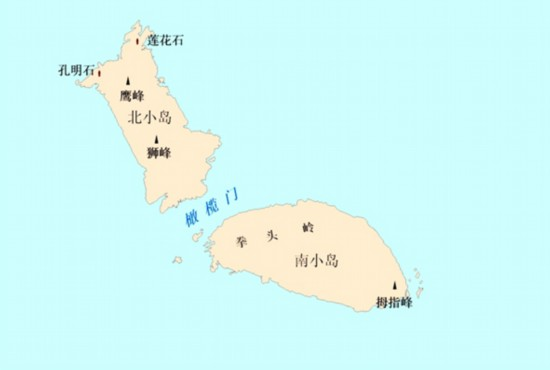
南小岛地圖。

拳头岭是位在钓鱼台列屿南小岛的一个山峰，位置在島上的西部偏北，同时也是岛上的第一高峰，海拔139公尺。拳头岭东边正对岛上的第二高峰拇指峰，北边隔着橄榄门海峡与北小岛的狮峰隔海相望。拳头岭的名稱由中國在2012年9月命名。